# Tampella (entreprise)
Oy Tampella Ab est une société finlandaise active de 1856 à 1991 dans les industries métallurgique, forestière et textile.

## Histoire

### De la fondation a la crise des années 1980
En 1844, Nils Johan Idman et Carl August Ramsay fondent une forge sur les rives de Tammerkoski, qu'ils appellent le haut fourneau de Tampere.
Le haut fourneau traite le minerai de fer produit par la  mine de Haveri (fi) de Viljakkala. 
La matière première de faible qualité rend la production difficile et une fonderie est  construite à côté du haut fourneau pour fabriquer des poêles, des casseroles et des portes de four.
Le haut fourneau s'en sortant mal, les fondateurs le vendent en 1856 à Gustaf August Wasastjerna], qui le transforme en atelier d'usinage de métaux.
En 1856, Adolf Törngren fonde une filature de lin et une usine de tissage sur les rives des rapudes Tammerkoski. Dès ses débuts, l'activité emploie des centaines de personnes. Sa marque de fabrique est des tissus damassés conçus par des artistes finlandais.
En 1861, l'atelier d'usinage  et la filature de lin fusionnent en une société appelée Tammerfors Linne- & Jern-Manufaktur Aktie-Bolag (en 1938, Tampereen Pellava- ja Rauta-Teollisuus Osake-Yhtiö, puis Oy Tampella Ab). 
Dès le départ, l'entreprise va mal et ses propriétaires font faillite.
La survie de l'entreprise est considérée comme la réussite d'Alfred Kihlman, devenu président de son conseil d'administration
Initialement, l'atelier d'usinage fabrique des navires, des broyeurs à bois et des turbines à eau et, à partir de 1900, des locomotives à vapeur.
La troisième activité industrielle de l'entreprise devient l'industrie forestière, lorsque Tampella construit un broyeur à bois à Tampere en 1872 et achete le broyeur à bois d'Inkeroinen (fi) en 1886. 
Par la suite, Tampella construit une papeterie à Inkeroinen, qui sera agrandie à plusieurs reprises (de nos jours elle est devenue l'usine de papier d'Anjala qui fait partie des usines Stora Enso d'Anjalankoski (fi).
Au début des années 1930, Tampella commence à fabriquer des lance-grenades. 
au début des années 1950, Tampele commence la fabrication de machines à papier et de  perceuses de rochers.
Les activités textiles de Tampella se sont développées à partir de 1934, lorsque Tampella a acquis Tampereen Puuvillatehdas Oy, fondée en 1898, qui avait une usine à Lapinniemi.
La totalité de la production textile de Tampella a été transférée à Lapinniemi en 1977. 
Les usines de textile de Tampella ont cessé leurs activités au milieu des années 1980.
À partir du début des années 1970, Tampella a rencontré des difficultés financières à long terme qui, malgré les tentatives, n'ont pas pu être résolues. La restructuration de l'entreprise a commencé au milieu des années 1970. 
Les actions canadiennes Eurocan ont été les premières vendues à Kymi Oy et les actions de Strömberg à la Suomen Yhdyspankki en 1976.
Au milieu des années 1980, la Säästöpankkien Keskus-Osake-Pankki (SKOP) et ses filiales commencent à acheter des actions Tampella.
La SKOP n'avait pas de projet clair pour Tampella, mais elle décide de conserver Tampella et de la développer pour en faire la société mère de son propre groupe industriel. 
Tampella était en difficulté financière depuis longtemps. C'était un conglomérat non rentable et endetté. Il comptait au total 60 entreprises différentes et 12 000 employés.
En raison de la récession du début des années 1980, SKOP a également connu de graves difficultés financières. 
Enfin, le 19 septembre 1991, la Banque de Finlande reprend la Säästöpankkien Keskus-Osake-Pankki (SKOP) et devient aussi le principal propriétaire de Tampella.

### Vente des activités de Tampella
En 1991, l'unité de fabrication d'armes de Tampella et les usines de Vammaskoski du ministère de la Défense fusionnent pour former Vammas Oy, qui deviendra une partie de Patria Oy. 
Tampella est restée un actionnaire minoritaire de la société avec une part de 22,3%. La part de Tampella a été vendue en 1997 à Patria Oy.
Les activites d'industrie forestière (Tampella Forest Oy) et d'industrie de l'emballage (Tambox Europe Oy) de Tampella sont vendues en 1991 à Enso-Gutzeit Oy.
La fabrication de turbines hydrauliques (Oy Tamturbine Ab) et la fabrication de chaudières (Tampella Power Oy) sont vendues à Kvaerner en 1996.
General Electric acquiert Tamturbine en 1999 et poursuivra ses activités à Tampere sous le nom de GE Energy (Finland) Oy.
L'Autrichien Andritz acquiert l'activité turbine hydraulique de GE et GE Energy (Finland) Oy opère désormais sous le nom d'Andritz Hydro Oy. 
Tampella Power fusionnera avec la division Pulping & Power de Kvaerner. 
En 2006, Metso achète la division entière de Kvaerner, date à laquelle la fabrication de chaudières à Tampella est revenue un propriétaire finlandais.
La fabrication de machines à papier (Tampella Papertech Oy) est vendue à Valmet Oy en 1992.
En 1997, il ne restait que Tampella Tamrock Oy, une filiale de fabrication de foreuses de rochers. 
La société suédoise Sandvik Ab achete les actions de Tampella et change le nom de la société d'abord en Tamrock Oy, puis en Sandvik Tamrock Oy. 
En 2006, l'entreprise est renommée Sandvik Mining and Construction Oy et fonctionne toujours à Tampere, Turku et Lahti.